# Altanius orlovi
Altanius orlovi je druhem primáta, jehož fosilní pozůstatky pocházejí ze spodně eocenního Mongolska. Jedná se o jediný druh rodu Altanius. Dochované čelisti altania zachovávají primitivní zubní vzorec 2.1.4.3, anatomií zubů se altanius podobá zčásti jak některým omomyoidům, tak plesiadapiformním savcům. Druh vážil asi 10 gramů.
Společně s pozdně paleocenním druhem Altiatlasius koulchii, jehož pozůstatky byly objeveny v Maroku, patří Altanius mezi nejstarší známé zástupce euprimátů. Pozůstatky obou těchto rodů jsou však doposud jenom velmi fragmentární. Oba nálezy představují vrcholové skupiny tzv. neviditelných linií („ghost lineages”), tedy linií, které buď nejsou podpořeny dostatečným množstvím fosilních nálezů, případně je současná věda neumí ve známém fosilním materiálu detekovat. Doposud chybějí fosilní nálezy přímých předků raných primátů; nejstarší primáti, které lze jasně spojit s moderními formami, se bez předchozích přechodných forem objevují v ložiscích z časného eocénu.
Oba rody mohou ležet blízko původu pozdějších forem primátů. Altanius je obyčejně pokládán za druh ležící blízko vydělení adapoidních a omomyoidních primátů, obě skupiny představují rané eocenní euprimáty. Morfologické analýzy s rodem Cantius (primitivní adapoid) a Teilhardina (primitivní omomyoid) ukazují, že Altanius zachovává primitivnější znaky než adapoidi nebo omomyoidi. Altanius a Altiatlasius bývají hodnoceny jako rody incertae sedis.